# Бабінек (Пижицький повіт)
Бабінек (пол. Babinek) — село в Польщі, у гміні Белиці Пижицького повіту Західнопоморського воєводства.
У 1975-1998 роках село належало до Щецинського воєводства.